# Diego Martin-Etxebarria

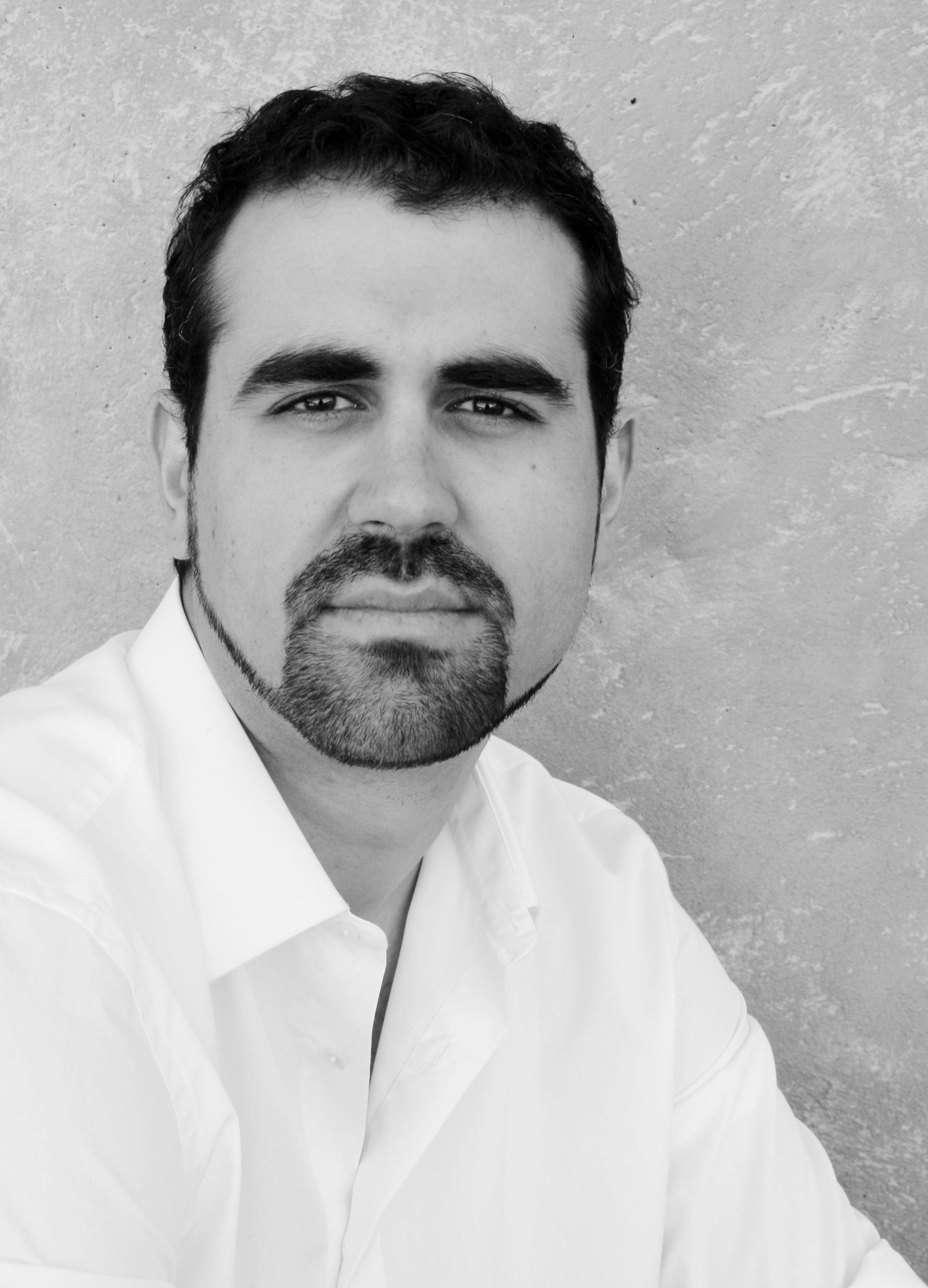
Diego Martin-Etxebarria (2012)

Diego Martin-Etxebarria (* 1979 in Bilbao) ist ein spanischer Dirigent.

## Leben und Karriere
Martin-Etxebarria wuchs in Amurrio, Álava auf. Er schloss sein Studium mit einem Diplom an der Musikhochschule von Katalonien ab, während er parallel die Accademia Chigiana im italienischen Siena besuchte. Er erhielt u. a. Unterricht bei David Zinman, Dima Slobodeniouk, Lutz Köhler, Titus Engel und Jesús López Cobos. Er wurde Stipendiat der Humboldt-Stiftung und absolvierte über ein Stipendium des Deutschen Akademischen Austauschdienstes (DAAD) ein Aufbaustudium als Orchesterdirigent an der Hochschule für Musik Franz Liszt Weimar. Sein Konzertexamen schloss er an der Hochschule für Musik Carl Maria von Weber Dresden bei Ekkehard Klemm und Christian Kluttig ab. Parallel zu seinen Studien assistierte Diego Martin-Etxebarria an der Oper in Bilbao, dem Stadttheater Bern, der Semperoper Dresden und dem Théâtre des Champs-Élysées.
Martin-Etxebarria war von 2004 bis 2007 künstlerischer Leiter am Art Ensemble Barcelona und von 2007 bis 2008 am Euskadiko Ikasleen Orchestra (Baskenland). Von 2010 bis 2012 musikalischer Leiter des Akademischen Orchesters Freiburg. Außerdem gastierte er u. a. beim Philharmonie-Orchester Osaka, dem Yomiuri Nippon Symphony Orchestra, dem Nagoya Philharmonic, dem Osaka Symphony Orchestra, dem Orquesta Sinfónica de Euskadi,  dem Orquesta Nacional de España, dem Orquesta de la Radiotelevisión Española, dem Orquesta Sinfónica de Bilbao, dem Orquestra Simfònica de Barcelona i Nacional de Catalunya, dem Orquesta Sinfónica de Galicia, dem Orquesta Sinfónica del Vallés, dem Orquesta Ciudad de Granada, dem Orquesta Filarmónica de Málaga und der Camerata Variabile Basel.
Von 2016 bis 2020 war Martin-Etxebarria 1. Kapellmeister in den Theater Krefeld und Mönchengladbach (Nordrhein-Westfalen). Seit 2020 ist er 1. Kapellmeister an die Theater Chemnitz.

### Produktionen
Die musikalische Leitung im Musiktheaterbereich übernahm er bei folgenden Produktionen:
- Paul-Heinz Dittrich: Die Verwandlung und Die Blinden an der Staatsoper Unter den Linden Berlin
- Giacomo Puccini: La Bohème am Theater Augsburg
- Giacomo Puccini: Gianni Schicchi am Theater Krefeld
- Gaetano Donizetti: Don Pasquale am Centre Cultural in Tarrasa
- Gaetano Donizetti: Rita an der Volksbühne Berlin
- Gaetano Donizetti: L’elisir d’amore in den Konzertsälen in Vigo, Orense und Pontevedra
- Wolfgang Amadeus Mozart: Die Zauberflöte am Kleinen Haus in Dresden und am Theater Chemnitz
- Wolfgang Amadeus Mozart: Bastien und Bastienne am Theater Chemnitz
- Georges Bizet: Carmen am Festival de Santa Florentina, Barcelona
- Engelbert Humperdinck: Hansel und Gretel am Theater Mönchengladbach
- Pietro Mascagni: Cavalleria rusticana am Theater Krefeld
- Joaquim Serra: Tempesta esvaïda am Teatro Fortuny in Reus
- Giuseppe Verdi: Nabucco am Theater Mönchengladbach
- Gian Carlo Menotti: The Consul am Theater Krefeld
- Antonin Dvorak: Rusalka am Theater Krefeld
- Xavier Montsalvatge: El gato con botas am Teatro Real in Madrid
- Jacques Offenbach: Orphée aux enfers am Theater Mönchengladbach
- Emmerich Kalman: Die Faschingsfee am Theater Mönchengladbach
- Ricardo Llorca: Tres sombreros de copa am Teatro de la Zarzuela in Madrid
- Thomas Adès: Powder Her Face am Teatro Arriaga in Bilbao

## Auszeichnungen
- 2007: Wardwell Stipendium der Alexander von Humboldt-Stiftung (Bonn)
- 2008: Stipendium des La Caixa-DAAD (Barcelona-Bonn)
- 2015: 1. Preis, Hideo-Saito-Preis und Asahi-Preis beim 17. Internationalen Dirigierwettbewerb in Tokio[12]
- 2015: Preis für die beste Klassik-CD für „La viola d’or i altres cançons“ des Musikmagazins Enderrock[13]

## Diskografie
- 2020: El lament de la terra (Sony Classical)
- 2016: Tempesta esvaïda (Ficta Edicions)
- 2015: La viola d’or i altres cançons (Discmedi)
- 2012: Intimitats (KML Recordings)
- 2013: Sinfokids 2 (Orquesta Sinfónica de Euskadi)

## Einzelnachweisungen
1. ↑  2015年 第17回東京国際音楽コンクール〈指揮〉入賞デビューコンサート abgerufen am 7. Juni 2018
2. ↑  http://www.symphonyhall.jp/?post_type=schedule&p=7617
3. ↑  https://www.efe.com/efe/espana/cultura/martin-etxebarria-el-director-bilbaino-que-fascino-a-los-japoneses/10005-2743703
4. ↑  http://www.abc.es/cultura/musica/20140330/abci-diego-martin-etxebarria-berlin-201403292007.html
5. ↑  http://www.europapress.es/catalunya/noticia-vasco-diego-martin-etxebarria-dirigira-quinta-tchaikovski-debut-obc-20180125141639.html
6. ↑  https://www.lavozdegalicia.es/noticia/vigo/vigo/2017/10/05/sinfonica-abre-temporada-mahler/0003_201710V5C119913.htm
7. ↑  https://www.ara.cat/cultura/grans-directors-dorquestra-cavallers-jedi_0_1726627565.html
8. ↑  https://issuu.com/00793/docs/programaciontemporada12-13
9. ↑  http://www.diariosur.es/culturas/201705/29/orquesta-filarmonica-malaga-programa-20170529151708.html
10. ↑  Archivierte Kopie (Memento des Originals vom 27. Mai 2018 im Internet Archive)  Info: Der Archivlink wurde automatisch eingesetzt und noch nicht geprüft. Bitte prüfe Original- und Archivlink gemäß Anleitung und entferne dann diesen Hinweis.
11. ↑  Der Spanier am Pult der Niederrheinischen Sinfoniker rp-online, abgerufen am 7. Juni 2018
12. ↑  Miguel Pérez Martín: El director de orquesta español que seduce a Japón (spanisch). El País. 30. Oktober 2015, abgerufen am 23. Mai 2018.
13. ↑  Esteve Plantada: Els Premis Enderrock reivindiquen la bona salut de la música del país (spanisch). Nació Digital. 4. März 2016, abgerufen am 23. Mai 2018.

| Personendaten    | Personendaten            |
| ---------------- | ------------------------ |
| NAME             | Martin-Etxebarria, Diego |
| KURZBESCHREIBUNG | spanischer Dirigent      |
| GEBURTSDATUM     | 1979                     |
| GEBURTSORT       | Amurrio                  |